# Jean Margain
Jean Margain (* 24. Februar 1931; † 15. Februar 2012) war ein französischer Alttestamentler, Hebraist und Aramaist.

## Leben und Wirken
Margain war von 1982 bis 1996 Lehrbeauftragter (chargé de conférences) für samaritanische Philologie an der École pratique des hautes études (EPHE). Aufgrund einer Arbeit über Die Partikel im samaritanischen Targum von Genesis und Exodus (betreut von David Cohen) verlieh ihm die Universität Paris III (Sorbonne Nouvelle) 1988 das Doctorat ès lettres (entspricht etwa einer Habilitation). Im selben Jahr wurde er Directeur de recherche, d. h. Wissenschaftler mit Leitungsfunktionen (Forschungsprofessor), am Centre national de la recherche scientifique (CNRS). Er war Vorsitzender des Vereins Association des SLB, der die Schriftenreihe Sessions de langues bibliques herausgab. Außerdem war er von 1991 bis 2000 Directeur d’études, d. h. Professor, für biblische und targumische Philologie an der EPHE.

## Werke (Auswahl)
- Essais de sémantique sur l’Hebreu ancien. Librairie orientaliste Geuthner, Paris 1976, OCLC 1123741811.
- Les particules dans le Targum samaritain de Genèse-Exode: jalons pour une histoire de l'araméen samaritain. Droz, Genève 1993, OCLC 1123592449.
- Le livre de Daniel: commentaire philologique du texte araméen. Beauchesne, Paris 1994. ISBN 2-7010-1318-6.